# Не заборави ме (албум)
Не заборави ме је други студијски албум фолк певачице Јоване Типшин, издат 1996. године за ЗаМ. Албум је урађен у сарадњи са Срки бојем, а насловна нумера је била велики хит. Снимљени су спотови за песме Не заборави ме и Неверниче, а запажена је била и песма Дала сам ти љубав. И на овом, као и на претходном албуму радио је Драган Брајовић Браја. Песма Не заборави ме је обрада песме грчког композитора Фибуса

## Списак песама
Аутор(и) свих текстова: Пера Стокановић песме 2, 3, 4, 5, 6 и 9 и Драган Брајовић Браја песме 1, 7, 8 и 10, аутор(и) свих песама: Пера Стокановић, Драган Брајовић Браја, осим песме 1 Фибус (текстописац).
| №   | Назив                 | Трајање |  |
| 1.  | Не заборави ме        |         |  |
| 2.  | Твоја или ничија      |         |  |
| 3.  | Неверниче             |         |  |
| 4.  | Последња превара      |         |  |
| 5.  | Кад устанем из пепела |         |  |
| 6.  | Глад за тобом         |         |  |
| 7.  | Волим те, волим       |         |  |
| 8.  | Дала сам ти љубав     |         |  |
| 9.  | Странац поштени       |         |  |
| 10. | Дивље јабуке          |         |  |